# Eubulo (mártir)
San Eubulo es un mártir cristiano conmemorado en el martirologio romano el 7 de marzo y, según los Bolandistas (t.6, pág 44) del año 308. Padeció en Cesarea Palestina, en el límite de la misma con Fenicia, juntamente con san Adriano. Se conocen sus actas y su memoria se ha conservado sin interrupción en las dos Iglesias, Oriental y Occidental.